# Sebastian Telfair
Pour les articles homonymes, voir Sebastian.
Sebastian Telfair est un joueur américain de basket-ball né le 9 juin 1985 à Brooklyn, New York. Il joue au poste de meneur.

## Biographie

### Carrière professionnelle

#### Trail Blazers de Portland (2004-2006)
Le 24 juin 2004, il est drafté en treizième position de la Draft 2004 de la NBA par les Trail Blazers de Portland.

#### Celtics de Boston (2006-2007)
Le 28 juin 2006, il est transféré aux Celtics de Boston. En avril 2007, Telfair est arrêté par la police pour possession illégale d'arme à feu et conduite sans permis. Il est mis à l'écart par les Celtics.
Le 6 juillet 2006, les Celtics activent leur option d'équipe sur le contrat de Telfair, le conservant jusqu'en 2007.

#### Timberwolves du Minnesota (2007-2009)
Le 31 juillet 2007, il est envoyé aux Timberwolves du Minnesota.
Le 1er juillet 2008, il devient agent libre. Mais, le 23 juillet 2008, il signe un nouveau contrat avec les Timberwolves.

#### Clippers de Los Angeles (2009-2010)
Le 20 juin 2009, au terme d'un échange entre multiples franchises, Telfair est envoyé aux Clippers.

#### Cavaliers de Cleveland (Fév.-Juil.2010)
Le 17 février 2010, il est envoyé aux Cavaliers de Cleveland avant le terme de la période des transferts.
Le 30 mai 2010, il active son option de joueur sur son contrat et prolonge son contrat d'un an avec les Cavaliers.

#### Retour aux Timberwolves du Minnesota (2010-2011)
Le 26 juillet 2010, Telfair est transféré aux Timberwolves du Minnesota, avec Delonte West contre Ramon Sessions et Ryan Hollins.
Le 1er juillet 2011, il devient agent libre.

#### Suns de Phoenix (2011-2013)
Le 9 décembre 2011, il signe aux Suns de Phoenix.

#### Raptors de Toronto (Fév.-Jui.2013)
Le 21 février 2013, il est échangé contre Hamed Haddadi et un second tour de draft aux Raptors de Toronto.
Le 1er juillet 2013, il devient agent libre.

#### Tianjin Ronggang (2013-2014)
Le 14 octobre 2013, il part en Chine et signe au Tianjin Ronggang.

#### Thunder d'Oklahoma City (Juil.-Nov.2014)
Le 15 juillet 2014, il signe avec le Thunder d'Oklahoma City. L'équipe enregistre également l'arrivée d'Anthony Morrow après les départs de Derek Fisher pour les Knicks de New York, Caron Butler pour les Pistons de Détroit et Thabo Sefolosha pour les Hawks d'Atlanta.
Le 26 novembre 2014, il est libéré de son contrat par le Thunder et devient agent libre.

#### Xinjiang Flying Tigers (2014-2015)
Le 2 décembre 2014, Telfair revient en Chine et signe avec les Xinjiang Flying Tigers pour le reste de la saison 2014-2015 du championnat chinois.

#### Fujian Sturgeons (2016)
Le 8 janvier 2016, il signe en Italie à l'OpenJobMetis Varese.
Le 30 août 2016, il reste en Italie et signe au Fiat Torino.
Le 16 novembre 2016, il quitte l'Italie pour la Chine et les Fujian Sturgeons.

## Statistiques en NBA
Légende
gras = ses meilleures performances

### Saison régulière
| Saison    | Équipe        | Matchs | Titul. | Min./m | % Tir | % 3pts | % LF | Rbds/m. | Pass/m. | Int/m. | Ctr/m. | Pts/m. |
| --------- | ------------- | ------ | ------ | ------ | ----- | ------ | ---- | ------- | ------- | ------ | ------ | ------ |
| 2004-2005 | Portland      | 68     | 26     | 19,6   | 39,3  | 24,6   | 78,9 | 1,53    | 3,29    | 0,51   | 0,06   | 6,76   |
| 2005-2006 | Portland      | 68     | 30     | 24,1   | 39,4  | 35,2   | 74,3 | 1,76    | 3,63    | 0,97   | 0,09   | 9,46   |
| 2006-2007 | Boston        | 78     | 30     | 20,2   | 37,1  | 28,9   | 81,8 | 1,38    | 2,79    | 0,55   | 0,14   | 6,15   |
| 2007-2008 | Minnesota     | 60     | 51     | 32,2   | 40,1  | 28,1   | 74,3 | 2,25    | 5,92    | 0,98   | 0,18   | 9,27   |
| 2008-2009 | Minnesota     | 75     | 43     | 27,9   | 38,3  | 34,6   | 81,9 | 1,69    | 4,57    | 0,97   | 0,16   | 4,84   |
| 2009-2010 | L.A. Clippers | 39     | 1      | 14,9   | 40,4  | 23,4   | 77,4 | 1,05    | 2,92    | 0,56   | 0,13   | 4,33   |
| 2009-2010 | Cleveland     | 4      | 0      | 19,3   | 45,7  | 22,2   | 83,3 | 1,00    | 3,00    | 0,50   | 0,00   | 9,75   |
| 2010-2011 | Minnesota     | 37     | 8      | 19,2   | 40,2  | 35,9   | 73,3 | 1,46    | 3,00    | 0,68   | 0,08   | 7,19   |
| 2011-2012 | Phoenix       | 60     | 1      | 14,9   | 41,2  | 31,4   | 79,1 | 1,53    | 2,30    | 0,68   | 0,20   | 6,13   |
| 2012-2013 | Phoenix       | 46     | 2      | 17,3   | 38,1  | 38,1   | 77,2 | 1,48    | 2,48    | 0,61   | 0,22   | 5,98   |
| 2012-2013 | Toronto       | 13     | 0      | 14,2   | 29,5  | 27,8   | 83,3 | 1,23    | 3,00    | 0,69   | 0,08   | 4,31   |
| 2014-2015 | Oklahoma City | 16     | 1      | 20,4   | 36,8  | 30,0   | 70,6 | 1,88    | 2,81    | 0,62   | 0,00   | 8,38   |
| Carrière  | Carrière      | 564    | 193    | 21,5   | 39,0  | 31,9   | 77,7 | 1,59    | 3,48    | 0,73   | 0,13   | 7,42   |

### Playoffs
| Saison   | Équipe        | Matchs | Titul. | Min./m | % Tir | % 3pts | % LF  | Rbds/m. | Pass/m. | Int/m. | Ctr/m. | Pts/m. |
| -------- | ------------- | ------ | ------ | ------ | ----- | ------ | ----- | ------- | ------- | ------ | ------ | ------ |
| 2011     | Minnesota     | 6      | 0      | 21,1   | 35,7  | 41,7   | 50,0  | 2,83    | 5,17    | 1,00   | 0,50   | 7,17   |
| 2012     | Phoenix       | 2      | 0      | 10,9   | 33,3  | 25,0   | 75,0  | 1,00    | 2,50    | 0,50   | 0,00   | 6,00   |
| 2013     | Phoenix       | 5      | 0      | 18,3   | 40,9  | 16,7   | 100,0 | 1,80    | 3,00    | 1,60   | 0,00   | 4,80   |
| 2015     | Oklahoma City | 5      | 1      | 22,9   | 26,1  | 22,2   | 100,0 | 2,00    | 3,00    | 0,80   | 0,20   | 8,20   |
| Carrière | Carrière      | 18     | 1      | 19,7   | 32,8  | 27,5   | 76,3  | 2,11    | 3,67    | 1,06   | 0,22   | 6,67   |

## Records
Les records personnels de Sebastian Telfair, officiellement recensés par la NBA sont les suivants :
| Type de statistique        | Saison régulière | Saison régulière       | Saison régulière  |
| Type de statistique        | Record           | Adversaire             | Date              |
| -------------------------- | ---------------- | ---------------------- | ----------------- |
| Points                     | 30               | @ Heat de Miami        | 18 février 2009   |
| Paniers marqués            | 11               | Pacers de l'Indiana    | 21 décembre 2007  |
| Paniers tentés             | 21               | @ Spurs de San Antonio | 14 avril 2012     |
| Paniers à 3 points réussis | 6                | Heat de Miami          | 18 février 2009   |
| Paniers à 3 points tentés  | 10               | Heat de Miami          | 18 février 2009   |
| Lancers francs réussis     | 10               | 3 fois                 |                   |
| Lancers francs tentés      | 13               | @ Knicks de New York   | 26 décembre 2008  |
| Rebonds offensifs          | 4                | @ Nuggets de Denver    | 4 novembre 2005   |
| Rebonds défensifs          | 7                | @ Grizzlies de Memphis | 1er décembre 2007 |
| Rebonds totaux             | 7                | @ Grizzlies de Memphis | 1er décembre 2007 |
| Passes décisives           | 13               | @ Nuggets de Denver    | 19 avril 2005     |
| Interceptions              | 6                | @ Nuggets de Denver    | 19 avril 2005     |
| Contres                    | 4                | SuperSonics de Seattle | 14 décembre 2007  |
| Balles perdues             | 7                | 2 fois                 |                   |
| Minutes jouées             | 48               | Pacers de l'Indiana    | 21 décembre 2007  |

- Double-double : 7 (au 20/11/2014).
- Triple-double : aucun.

## Palmarès
- USA Mr. Basketball (2004)
- New York Mr. Basketball (2004)
- McDonald's All-American Game MVP (2004)
- First-team Parade All-American (2004)
- Second-team Parade All-American (2003)

## Vie privée
Sebastian Telfair est le cousin de Stephon Marbury, meneur de jeu qui a évolué dans de nombreuses franchises NBA dont les Knicks de New York, et le demi-frère de Jamel Thomas, arrière évoluant en Europe.
Le 11 juin 2017, il est arrêté en possession d'un arsenal d'armes et de marijuana. Le 24 avril 2019, bien qu'il ait plaidé non-coupable, le tribunal de New York en décide autrement et Telfair encourt jusqu'à 15 ans de prison. Le 12 août 2019, il est condamné à trois ans et demi de prison ferme pour possession illégale d'armes.